# Pays Rouzig

Carte des pays traditionnels de la Bretagne

Le Pays Rouzig ou Pays Rouzic (Ar Vro Rouzig en breton) est un pays traditionnel de Bretagne, en Cornouaille, regroupant quelques communes de la basse vallée de l'Aulne dont Châteaulin. Le pays Rouzig tire son nom de la couleur naturellement brun-rouge de la berlingue (faite à partir de lin ou de coton et de laine de mouton), étoffe utilisée pour le costume masculin du XIXe siècle.

## Liste des communes
La liste des communes du pays Rouzig est la suivante (les noms sont donnés en breton, puis en français) :
1 - Ar Faou - Le Faou
2 - Argol - Argol
3 - Dineol - Dinéault
4 - Gouezeg - Gouézec
5 - Kastellin - Châteaulin (capitale du pays Rouzic) 
6 - Landevenneg - Landévennec
7 - Lopereg - Lopérec
8 - Lotei - Lothey
9 - Meilh-ar-Wern - Port-Launay
10 - Pont-ar-Veuzenn-Kimerc'h - Pont-de-Buis-lès-Quimerch
11 - Rosloc'hen - Rosnoën
12 - Sant-Kouled - Saint-Coulitz
13 - Sant-Riwoal - Saint-Rivoal
14 - Sant-Segal - Saint-Ségal
15 - Tregarvan - Trégarvan
- Des communes font partie du "Pays Kernevodez", subdivision du pays Rouzic ; le pays Kernevodez, dit "Cornouaille léonaise" en français, s’étend des Monts d'Arrée à la Rade de Brest et de la Rivière du Faou au sud à l'Élorn au nord.

1 - An Ospital - L'Hôpital-Camfrout
2 - Daoulaz - Daoulas
3 - Dirinonn - Dirinon
4 - Hañveg - Hanvec
5 - Irvilhag - Irvillac
6 - Logonna-Daoulaz - Logonna-Daoulas
7 - Lannurvan - Saint-Urbain
8 - Sant-Alar - Saint-Eloy
9 - Loperc'hed - Loperhet
« Le pays Kernevodez correspond aux traditions vestimentaires de l’ancien canton de Daoulas où était portée la coiffe « Kernevodez » dite aussi « coiffe carrée de Daoulas ». 
- D'autres communes font partie du "Pays Bidar", autre subdivision du pays Rouzic :

1 - Brasparzh - Brasparts
2 - Kloastr-Pleiben - Le Cloître-Pleyben
3 - Lannedern - Lannédern
4 - Lennon - Lennon
5 - Lokeored - Loqueffret (en partie) 
6 - Pleiben - Pleyben
( Source Geo Breizh )
«Ici (sauf à Brasparts où les habitants ont un esprit d'indépendance presque farouche, en rapport avec la solitude des hautes landes » a écrit Camille Vallaux) la religion est omniprésente et omnipotente (...) ; dans le pays Bidar le curé se mêlait souvent de ce qui ne le regardait pas ».

## Le costume rouzig

### Le costume masculin
Le terme rouzic proviendrait du droguet, une étoffe rèche, qu'on ne teignait pas, tissée à partir de la laine des moutons noirs et roux. Les Rouzics portaient aussi des chapeaux ornés de velours, ce qui leur donnait un aspect volumineux.